# 제이 헤드
제이 헤드(Jae Head, 1996년 12월 27일 ~ )는 미국의 배우, 텔레비전 배우, 영화배우이다.

## 영화
- 해피 어게인 (2017년)
- 스트링스 (2015년)
- 클라이밍 라이프 (2014년)
- 로보사피엔: 리부티드 (2013년) - 코디/로보사피엔 목소리 역
- 블라인드 사이드 (2009년) - S.J. 투오이 역
- 핸콕 (2008년) - 아론 엠브리 역
- 프라이데이 나잇 라이츠 (2006년)